# Дермановский, Георгий Дмитриевич
Гео́ргий Дми́триевич Дермано́вский (1924, Сухум, Социалистическая Советская Республика Грузия — 27 марта 1944, Николаев) — Герой Советского Союза (1945), участник Великой Отечественной войны, автоматчик 384-го отдельного батальона морской пехоты Одесской военно-морской базы Черноморского флота, матрос.

## Биография
Георгий Дмитриевич Дермановский родился в 1924 году в г. Сухуми.
В ВМФ с 1943 г. После призыва был зачислен автоматчиком в 384-й батальон морской пехоты ЧФ. Батальон с боями прошел сотни километров, участвовал в операциях по освобождению Таганрога, Мариуполя (Жданова) и Осипенко (Бердянска). В октябре 1943 г. автоматчику Г. Д. Дермановскому была вручена боевая награда — медаль «За отвагу»
Во второй половине марта 1944 года вошёл в состав десантной группы под командованием старшего лейтенанта Константина Фёдоровича Ольшанского, сформированного из моряков-добровольцев 384-го отдельного батальона морской пехоты ЧФ, 12 сапёров и связистов одной из частей 28-й армии 3-го Украинского фронта.
В ночь на 26 марта 1944 года отряд прошёл на рыбачьих лодках из села Богоявленского (Октябрьского) 15 км вверх по Южному Бугу, оба берега которого на протяжении 7 км контролировались противником, и на рассвете высадился в порту города Николаева. Отряду была поставлена задача, скрытно высадившись в тылу, нарушить коммуникации, посеять панику, сорвать намеченный на 26 марта угон мирного населения в Германию, а также облегчить наступление наших войск на Николаев. Бесшумно сняв часовых, десантники заняли несколько зданий порта и приспособили их к обороне.
Двое суток отряд вёл бои, отбил 18 атак противника, бросившего против отряда десантников до трёх батальонов пехоты, артиллерию, шестиствольные миномёты и два средних танка. Тем не менее, они выполнили поставленную задачу, уничтожив более 700 солдат и офицеров противника, а также оба танка.
Указом Президиума Верховного Совета СССР от 20 апреля 1945 года за образцовое выполнение боевых заданий командования на фронте борьбы с немецкими захватчиками и проявленные при этом отвагу и геройство матросу Георгию Дмитриевичу Дермановскому было присвоено звание Героя Советского Союза (посмертно).
Г. Д. Дермановский похоронен в братской могиле в г. Николаеве в сквере имени 68-ми десантников.

## Награды
- Медаль «Золотая Звезда» Героя Советского Союза;
- орден Ленина;
- медаль «За отвагу».

## Память
- В Николаеве в сквере имени 68-ми десантников установлен памятник.
- В посёлке Октябрьском на берегу Бугского лимана, откуда уходили на задание десантники, установлена мемориальная гранитная глыба с памятной надписью.
- В г. Сухуми в советское время имя Г. Д. Дермановского носила пионерская дружина школы № 8.